# Janowica (powiat łęczyński)
Janowica – kolonia w Polsce położona w województwie lubelskim, w powiecie łęczyńskim, w gminie Cyców.
W latach 1975–1998 miejscowość należała administracyjnie do województwa chełmskiego.
Według Narodowego Spisu Powszechnego z roku 2011 wieś liczyła 243 mieszkańców.
We wsi znajduje się Warsztat Terapii Zajęciowej o zasięgu powiatowym dla 30 osób w wieku powyżej 16 lat. WTZ rozpoczął swoją działalność w czerwcu 2001 r. Warsztat zapewnia także pomoc psychologiczną, pedagogiczną, oraz zajęcia rehabilitacyjne zarówno dla uczestników, jak i rodziców. W ramach Warsztatu Terapii Zajęciowej działa zespół artystyczny Figiel który tworzą osoby niepełnosprawne intelektualnie.